# Zarica Dinkowa
Zarica Georgiewa Dinkowa (bułg. Зарица Георгиева Динкова; ur. 12 lutego 1973 w Sofii) – bułgarska politolog, urzędniczka państwowa i polityk, w 2021 wiceminister spraw zagranicznych, w latach 2023–2024 minister turystyki.

## Życiorys
Uzyskała magisterium ze stosunków międzynarodowych na Uniwersytecie Gospodarki Narodowej i Światowej. W 200 została absolwentką Uniwersytetu Complutense w Madrycie oraz szkoły dyplomatycznej hiszpańskiego ministerstwa spraw zagranicznych. W 2000 została urzędniczką ministerstwa rolnictwa i żywności. Od 2002 pracowała jako kierownik projektów prowadzonych m.in. przez FAO i dyrekcje generalne Komisji Europejskiej.
Związana z ugrupowaniem „Zeleno dwiżenie”, była doradczynią do spraw politycznych w PE i współpracowniczką europosła Radana Kynewa. W 2021 pełniła funkcję wiceministra spraw zagranicznych w dwóch rządach tymczasowych kierowanych przez Stefana Janewa. W czerwcu 2023 objęła urząd ministra turystyki w rządzie Nikołaja Denkowa. Stanowisko to zajmowała do kwietnia 2024.